# Agbodji
Agbodji est l'un des sept arrondissements de la commune de Bopa dans le département du Mono au Bénin.

## Géographie
Agbodji est situé au sud-ouest du Bénin et compte 7 villages que sont Agbodji, Djidjozoun, Houegbo, Hounviatouin, Logloe, Medetogbo et Zizague.

## Démographie
Selon le recensement de la population de 2013 conduit par l'Institut national de la statistique et de l'analyse économique (INSAE), Agbodji compte 10 184 habitants  .